# Quarante mille cavaliers

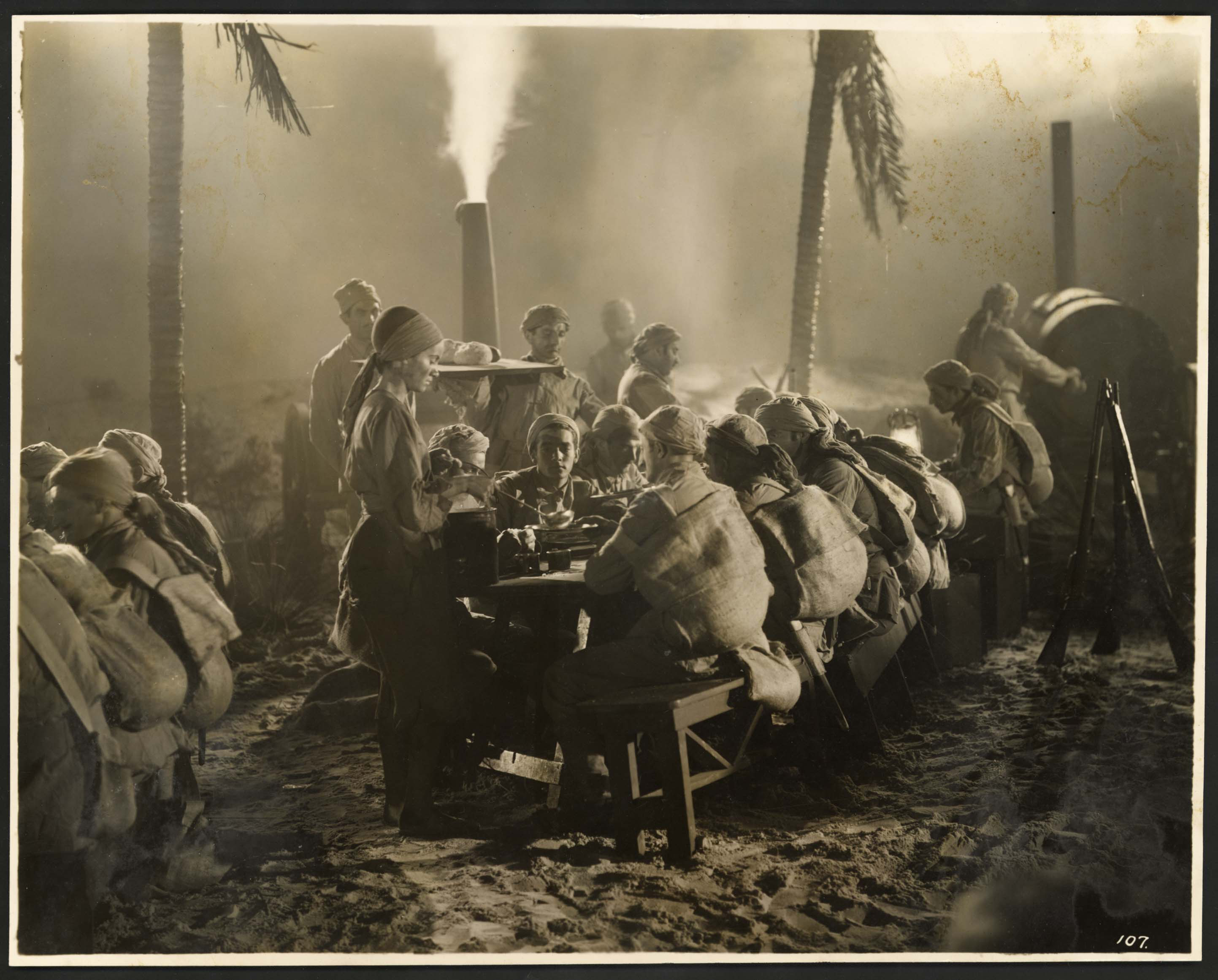
Photo extraite du film.

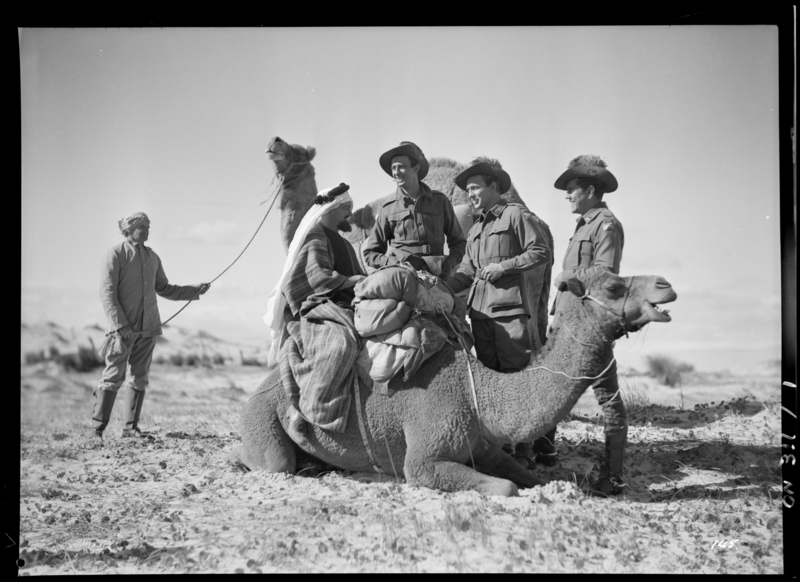
Rafferty, Taylor, Twohillm dans Forty Thousand Horsemen.

Quarante mille cavaliers (40.000 cavaliers, Forty Thousand Horsemen ou 40,000 Horsemen) est un film australien réalisé par Charles Chauvel, sorti en 1940.
Il raconte l'histoire de l'Australian Light Horse, la cavalerie légère australienne, qui a fait campagne dans le désert du Sinaï et en Palestine durant la Première Guerre mondiale.
Une nouvelle version a été réalisée par Simon Wincer en 1987 sous le titre La Chevauchée de feu.

## Synopsis
Trois jeunes australiens s'engagent au début de la Première Guerre mondiale et se retrouvent affectés dans la cavalerie légère. Alors qu'ils sont en permission au Caire, ils sont rappelés pour une bataille contre les turcs, la bataille de Beersheba, qui a été la dernière charge de cavalerie dans l'histoire de la guerre.

## Fiche technique
- Titre original : Forty Thousand Horsemen
- Réalisation : Charles Chauvel
- Scénario : Charles Chauvel, Elsa Chauvel, E. V. Timms
- Producteur : Charles Chauvel
- Photographie : George Heath, Frank Hurley, John Heyer, Tasman Higgins
- Montage : William Shepherd
- Musique : Lindley Evans, Alfred Hill, Willy Redstone
- Production : Famous Feature Films
- Distributeur : Universal Pictures (Australie), Goodwill Pictures Corporation, Monogram Pictures
- Durée : 
  - 100 minutes (Australie)
  - 89 minutes (Royaume-Uni)
- Dates de sortie : 
  - Australie : 26 décembre 1940
  - Royaume-Uni : 22 août 1941
  - États-Unis : 14 août 1941

## Distribution
- Grant Taylor : Red Gallagher
- Betty Bryant : Juliet Rouget
- Pat Twohill : Larry
- Chips Rafferty : Jim

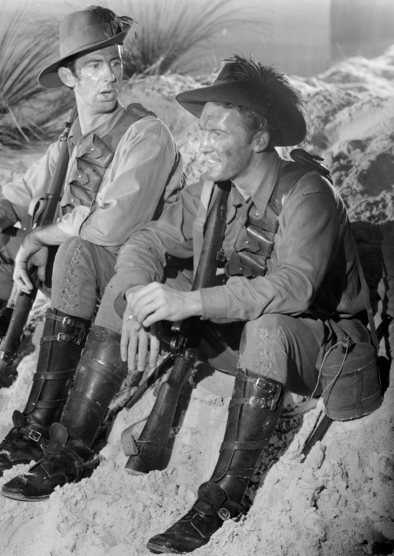
Chips Rafferty et Grant Taylor dans une scène du film.

- Eric Reiman : Hauptmann Von Schiller
- Joe Valli : Scotty
- Kenneth Brampton : l'officier Allemand
- Albert C. Winn : Sheik Abu
- Harvey Adams : Von Hausen
- Norman Maxwell : Ismet
- Harry Abdy : Paul Rouget
- Pat Penny : Captaine Seidi
- Charles Zoli : propriétaire du café
- Claude Turton : Othman
- Theo Lianos : Abdul
- Roy Mannix : Light Horse sergent
- Edna Emmett
- Vera Kandy
- Iris Kennedy
- Joy Hart
- Michael Pate : un arabe
- Harold (Roy) Phillips : un arabe

## Critiques
Les critiques ont été globalement positives, et le film a été un succès lors de sa sortie.